# Nordlig skimmermossa
Nordlig skimmermossa (Isopterygiopsis alpicola) är en bladmossart som beskrevs av Lars Hedenäs 1988. Enligt Catalogue of Life ingår Nordlig skimmermossa i släktet skimmermossor och familjen Plagiotheciaceae, men enligt Dyntaxa är tillhörigheten istället släktet skimmermossor och familjen Plagiotheciaceae. Enligt den finländska rödlistan är arten starkt hotad i Finland. Enligt den svenska rödlistan är arten otillräckligt studerad i Sverige. Arten förekommer i Övre Norrland. Artens livsmiljö är fjällklippor, block- och stenmarker. Inga underarter finns listade i Catalogue of Life.